# Kuli, Obuhiv
Kuli (în ucraineană Кулі) este un sat în comuna Semenivka din raionul Obuhiv, regiunea Kiev, Ucraina.

## Demografie
Componența lingvistică a localității Kuli
     Ucraineană (100%)
Conform recensământului din 2001, toată populația localității Kuli era vorbitoare de ucraineană (100%).